# Campionato italiano di ciclismo su strada 1911
Il Campionato italiano di ciclismo su strada 1911, sesta edizione della corsa, si svolse  il 15 ottobre 1911 su un percorso di 290 km. La vittoria fu appannaggio di Dario Beni, che completò il percorso in 9h45'00", precedendo Ugo Agostoni e Vincenzo Borgarello.

## Ordine d'arrivo (Top 10)
| Pos. | Corridore           | Squadra      | Tempo    |
| ---- | ------------------- | ------------ | -------- |
| 1    | Dario Beni          | Bianchi      | 9h45'00" |
| 2    | Ugo Agostoni        | Atala-Dunlop | s.t.     |
| 3    | Vincenzo Borgarello | Legnano      | s.t.     |
| 4    | Carlo Galetti       | Bianchi      | s.t.     |
| 5    | 13 ciclisti ex æquo | -            | s.t.     |